# Myom
Ein Myom ist ein gutartiger Muskeltumor. Je nach Ursprung der Myomzellen werden Myome noch unterschieden in:
- Leiomyom, Myoma levicellulare (lat. levis glatt, cellula Zelle), dieses besteht aus glatten Muskelfasern und bildet scharf abgesetzte, oft gelappte Geschwülste. Im klinischen Sprachgebrauch wird dieser Tumor als Uterusmyom bezeichnet. Er ist der häufigste gutartige Tumor der Gebärmutter.
- Fibroleiomyome enthalten neben den Muskelfasern noch reichlich Bindegewebe.
- Adenomyome enthalten neben Muskelzellen auch Drüsenzellen, die im Falle eines Gebärmuttermyoms embryonale Reste des Wolff’schen Ganges sein können.
- Rhabdomyom: Myoma striocellulare (gr. rhabdos Streif) besteht aus quergestreiften Muskelfasern der Herzmuskel- beziehungsweise Skelettmuskelzellen.

Die bösartige Form eines Muskeltumors wird als Leiomyo- oder Rhabdomyosarkom bezeichnet.

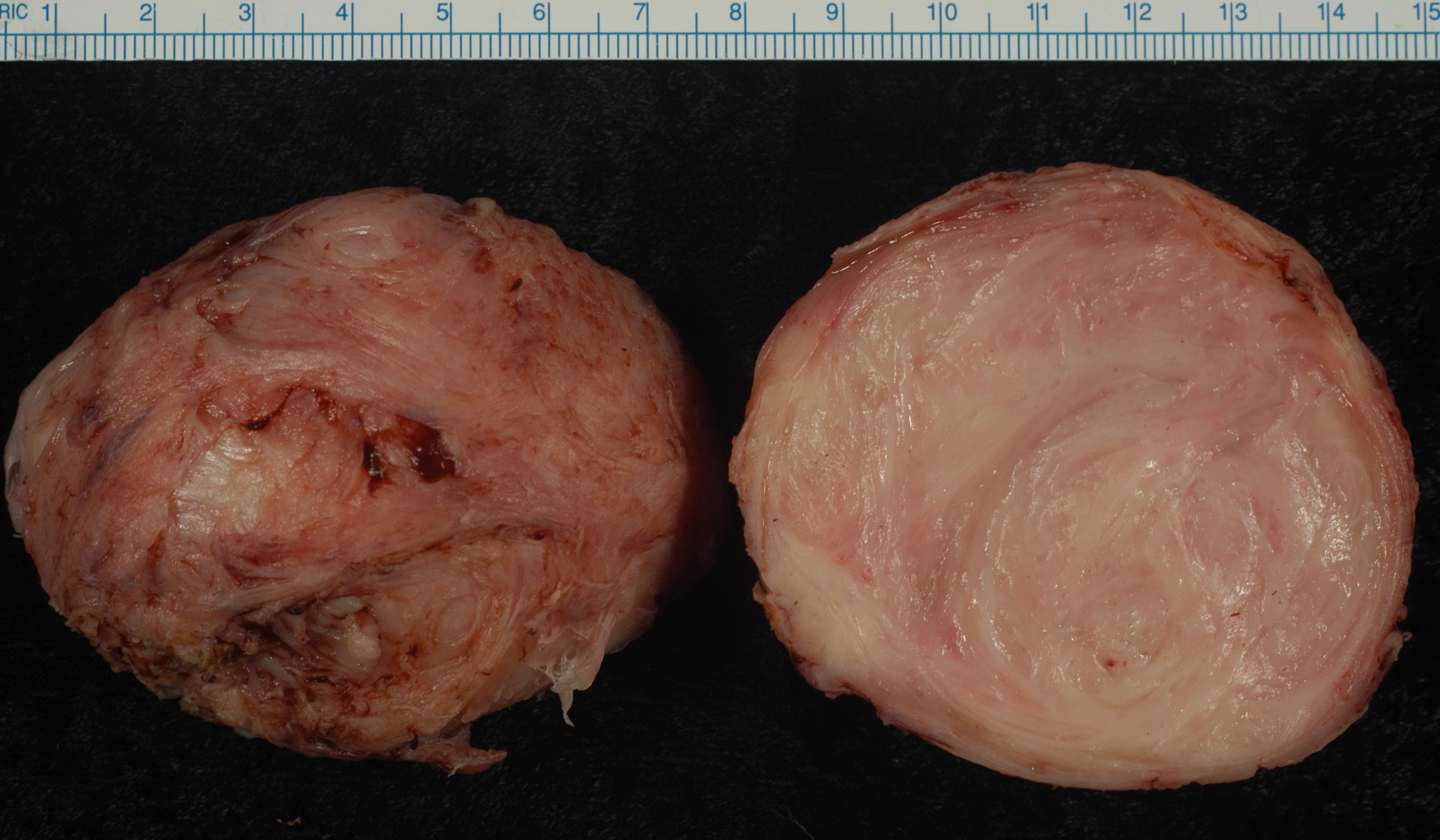
Präpariertes Leiomyom des Uterus
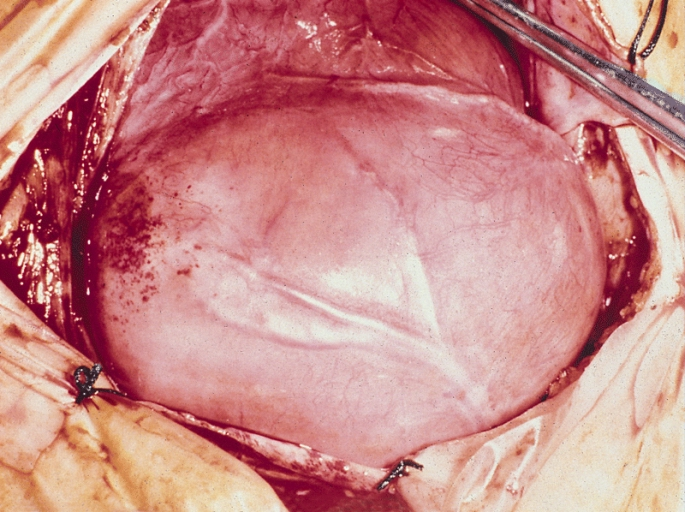
Rhabdomyom eines kindlichen Herzens
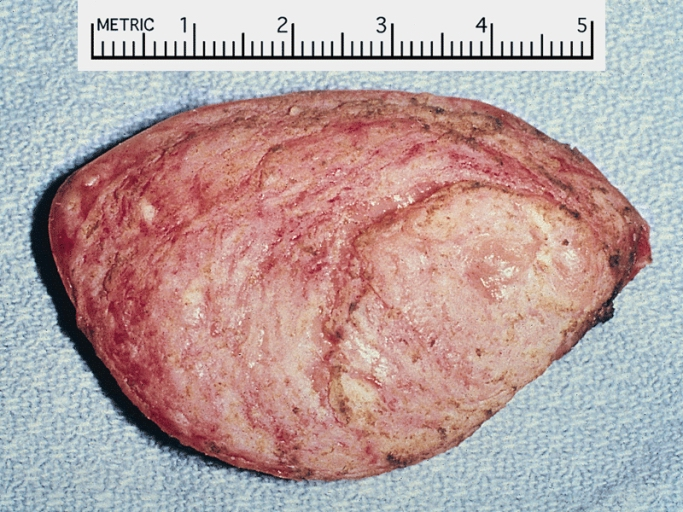
Präpariertes Rhabdomyom eines kindlichen Herzens